# Frontenac (Kansas)
Pour les articles homonymes, voir Frontenac.
La ville de Frontenac est située dans le comté de Crawford, dans l’État du Kansas, aux États-Unis. Sa population s’élevait à 3 437 habitants lors du recensement de 2010, estimée à 3 414 habitants en 2016, ce qui en fait la deuxième ville du comté.

## Histoire
Frontenac a été établie en tant que ville minière de charbon en 1886  sur les veines de charbon Cherokee-Crawford dans l’ouest du plateau d’Ozark.
Dans la nuit du 9 novembre 1888, Frontenac a connu la pire catastrophe minière de l’histoire du Kansas, lorsqu’une explosion de poussière  a tué 44 mineurs.
Au cours de la dernière décennie du XIXe siècle et au début du XXe siècle, la ville s'est peuplée principalement de familles d’immigrants d’Europe de l’Est et du Sud-Est notamment des Siciliens, des Italiens et des Slaves de l’Empire austro-hongrois. Sa population approchait les 4 000 habitants. 
L’extraction du charbon est restée la principale activité économique de la ville jusqu’à la Seconde Guerre mondiale. 

## Personnalité liée à la ville
Le scientifique Douglas Youvan (en) est né à Frontenac en 1955.